# Kollagen-Typ 27α1
Kollagen Typ XXVII, alpha 1 ist ein Kollagen, das vom Gen COL27A1 codiert wird. Es bildet Homotrimere, die wiederum Kollagenfibrillen vom Typ XXVII formen.

## Eigenschaften
Kollagen Typ XXVII, alpha 1 befindet sich in der Basalmembran der Keratinozyten in Hemidesmosomen Typ I, das im Wesentlichen als Adhäsionsmolekül und Oberflächenrezeptor auch in mehrschichtigen Epithelien fungiert.
Die Akkumulation von Kollagen Typ XVII, alpha 1 in melanozytären Tumoren wird assoziiert mit der malignen Transformation. Somit ist es ein potentieller Biomarker für die Malignität und ist auch ein Target für die Antikörper-induzierte Apoptose von Melanomen.
Kollagen XVII wird meistens im Gewebe, im Auge und in den Ohren exprimiert und nimmt an der Entwicklung des Skeletts teil. Es formt strukturelle Elemente in der extrazellulären Matrix des Gewebes, der Haut und der Sehne. Kollagen Typ XXVII, alpha 1 spielt eine wichtige Rolle bei Verkalkung von Knorpel und der Osteogenese. Durch die Interaktion der humanen Chondrozyten-Zelllinie C28/I2 mit GDF6 wird die Genexpression von COL26A1 erhöht. Der Transkriptionsfaktor SOX9 ist für die transkriptionale Aktivierung von COL27A1 zuständig.